# Buxheim (Haute-Bavière)
Pour les articles homonymes, voir Buxheim.
Buxheim est une commune de Bavière (Allemagne), située dans l'arrondissement d'Eichstätt, dans le district de Haute-Bavière.